# Bonaventure Baüyn
Pour les articles homonymes, voir Bonaventure.
Bonaventure Baüyn, né le 25 novembre 1699 à Dijon et mort le 16 octobre 1779, est le 63e évêque d'Uzès, son épiscopat dure de 1737 à 1779.

## Chronologie
| 1699. | Il est né à Dijon, de Jean-Baptiste Baüyn, conseiller honoraire du parlement de Dijon. |
| 1728. | Il fut successivement chanoine de l'église collégiale Saint-Étienne de Dijon, docteur de Sorbonne et chancelier de l'église de Paris.                                                                |
| 1729. | Il fut abbé commendataire de l'abbaye Saint-Barthélemy de Noyon. |
| 1730. | Il fut vicaire général de l'archevêché de Paris. |
| 1736. | Il fut désigné comme évêque d'Uzès le 8 septembre. |
| 1737. | Il fut sacré par l'archevêque de Paris le 24 mars. Il fit bâtir l'hôpital d'Uzès et fonda dans cette ville la maison de la Providence, les écoles des Frères et la Miséricorde.                      |
| 1779. | Il mourut le 16 octobre et fut inhumé dans le jardin de la cure. Son oraison funèbre fut prononcée à Uzès par le prieur de Flaux. Son tombeau fut entouré de cyprès qui n'existent plus aujourd'hui. |

Baüyn porte d'azur au chevron d'or accompagné de trois dextres au naturel, deux en chef et une en pointe, dirigées à sénestre.